# Acobamba (Tarma)
Acobamba é um dos 9 distritos da Província de Tarma, situada na região de Junín, Peru.
Acobamba possui uma população de 10.678 habitantes (estimativa 2005) e uma área de 97,84 km², perfazendo uma densidade demográfica de 109,1 hab./km².
Alcalde (2007-2010): Carlos Paz Santivañez.

## Transporte
O distrito de Acobamba é servido pela seguinte rodovia:
- PE-22B, que liga a cidade de Chanchamayo ao distrito de Paccha
- JU-105, que liga o distrito à cidade de San Pedro de Cajas [1][2][3]